# 윤강철
윤강철(1974년 ~ )은 대한민국의 프로 레슬러이다.

## 경력
- 1996년 - 전국 국술 합기도 선수권대회 헤비급 1위
- 1997년 - 제1회 세계합기도 선수권대회 헤비급 1위
- 2003년 - 제7회 전국합기도 선수권대회 무제한급 1위
- 2009년 - 신한국 프로레슬링 세계 챔피언 획득
- 2015년 - ACF 베어너클 무차별급 챔피언 등극
- 2022년 - AKW무력침공 대회 참전
- 2023년 - 브라이언 레오 랑.하드코어매치추진